# عزیز اباظه
عزیز اباظه (۱۸۹۹- ۱۹۷۳) شاعر و نویسندهٔ عربی مصری بود. او به عنوان یکی از شاعران برجسته در ادبیات مدرن مصر و عرب شناخته شده‌است. اشعار اباظه با وحدت عرب و پان عربیسم آمیخته‌است. شعر او الهام بخش برای طرفداران عربی بود.
وی به وکالت و قضاوت پرداخت و مقام‌های گوناگونی داشت.

## زندگی‌نامه
اباظه در روستای استان الشارقیا در مصر متولد شد. او به دانشکده حقوق جایی که او در سال ۱۹۲۳ فارغ‌التحصیل شد؛ پیوست.

## مناصب
او به عنوان عضو پارلمان، مدیر بخش شناسایی، وزارت کشور مصر در سال ۱۹۲۳ و معاون فرماندار استان البحرا در سال ۱۹۳۵ کار می‌کرد. علاوه بر این، او به عنوان فرماندار منطقه آل قلیوبیه و فایوم و کانال سوئز کار می‌کرد.

## آثار
از آثارش جز دیوان شعر، «قیس و لبنی»، «شجرة الدّر» و «عبدالرحمن الناصر» و «قافلة النور» است.